# Бульбашка Габбла

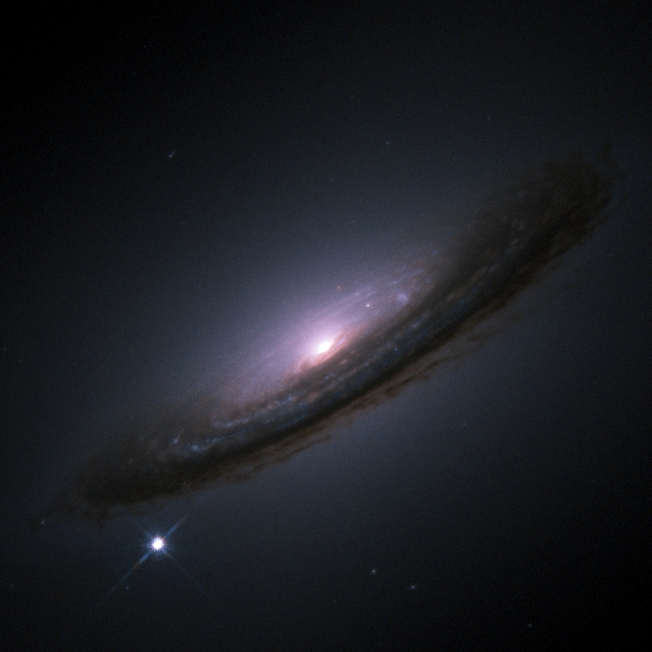
Космічний телескоп Габбла виявляє багато локальних аномалій у загалом однорідному характері міжзоряного простору, як-от ця галактика (NGC 4526) і наднова біля неї (SN 1994D).

В астрономії бульбашка Габбла є «відхиленням локального значення сталої Габбла від її глобально усередненого значення»   або, більш технічно, «локальним монополем у полі пекулярної швидкості, можливо, спричиненим локальним Войдом у масовій густині».